# Det nu
Det nu er en dansk kortfilm fra 2007, der er instrueret af Martin Winther.

## Handling
Denne artikel mangler et handlingsreferat. Hjælp os med at skrive det.